# Mejrabpom-Rous
Ne doit pas être confondu avec Mejrabpomfilm.
Mejrabpom-Rous (en forme anglaise: Mezhrabpom-Rus) est le nom porté par la société de production et de distribution de films moscovite Gorki Film Studio entre 1924 et 1928. Ensuite on lui a attribué le nom de Mejrabpomfilm avant qu'en 1936 cette société soit absorbée par Soiouzmoultfilm.

## Le nom de la société
Mejrabpom est l'acronyme de Международная рабочая помощь (Mejdounarodnaïa rabotchaïa pomochtch), en français Secours ouvrier international.